# 宇治市文化センター
宇治市文化センター（うじしぶんかセンター）は京都府宇治市折居台にある文化会館・中央図書館・中央公民館・歴史資料館の4つからなる複合施設。1984年に総事業費47億3400万円で開館。2024年には40周年を迎え、記念イベントとして演奏会やトークイベントなどが行われた

## 施設
|    | 文化会館                                                                     | 歴史資料館                                                              | 中央図書館                                                                                | 中央公民館                                                     |
| -- | ---------------------------------------------------------------------------- | ----------------------------------------------------------------------- | ----------------------------------------------------------------------------------------- | -------------------------------------------------------------- |
| 4F | 天井部照明室                                                                 |                                                                         |                                                                                           |                                                                |
| 3F | 練習室4室                                                                    |                                                                         |                                                                                           |                                                                |
| 2F | 大ホール 楽屋4室                                                             |                                                                         | 開架室 参考資料室 点字図書室・対面朗読室 集合室 事務室 作業室 休養室 電算機室 機械室 書庫 | 展示集会室 会議室 実習室3室 保育室 事務室 警備室 印刷室 資料室 |
| 1F | 小ホール リハーサル室 軽食喫茶店 文化センター事務室 宇治市芸術文化協会事務室 | 展示室 収蔵展示室 収蔵庫 特別収蔵庫 資料閲覧室 事務室 研究室 資料整理室 |                                                                                           | 団体活動室                                                     |

## 開館時間
宇治市文化センター
- 開館午前9時
- 閉館午後7時(搬入や仕込みは午後10時まで)
- 休館日 月曜日と年末年始(12月28日〜1月3日)

宇治市中央図書館
- 開館午前9時
- 閉館午後6時（休日・祝日は午後5時）
- 休館日 月曜日・毎月第4木曜日と年末年始・特別整理日

宇治市中央公民館
- 開館午前9時
- 閉館午後5時
- 休館日 月曜日と祝日及び年末年始(12月28日〜1月3日)

宇治市歴史資料館
- 開館午前9時
- 閉館午後5時
- 休館日 月曜日と祝日及び年末年始(12月28日〜1月3日)

宇治市文化会館
- 開館午前9時
- 閉館午後10時
- 休館日 月曜日と祝日及び年末年始(12月28日〜1月3日)

## ホール
宇治市文化センターの文化会館には大ホールと小ホールがある。主に演奏会やミュージカル、バレーやオペラ、演劇などに使用される。

### 大ホール
- 客席数 1,308席
- 固定席1,139席
- 可動席 可動席164席
- 補助スペース5席(車椅子3台対応)
- 舞台 プロセニアム間口18メートル

　　　　高さ8メートル
　　　　奥行17.7メートル
- 楽屋4室

### 小ホール
- 客席数 394席
- 固定席 389席
- 補助スペース5席（車椅子3台対応）
- 舞台 プロセニアム間口10メートル

　　　　高さ5.5メートル
　　　　奥行9.3メートル
- 楽屋2室

### 関連施設
リハーサル室 定員100人
練習室
- 1 定員15人
- 2 定員50人
- 3・4 定員 30人

## アクセス
- JR宇治駅から バス約５分／バス停「宇治文化センター」下車／ 徒歩約1分[13]
- 京阪宇治駅からバス約10分／バス停「宇治文化センター」下車／ 徒歩約1分[13]
- 近鉄大久保駅からバス約２５分／バス停「琵琶台口」下車／徒歩約5分[13]